# Enoploides longicaudatus
Enoploides longicaudatus är en rundmaskart som beskrevs av Christian Wieser 1953. Enoploides longicaudatus ingår i släktet Enoploides och familjen Enoplidae. Inga underarter finns listade i Catalogue of Life.